# Rajon Ki Baoli
Le Rajon Ki Baoli, aussi connu comme le Rajon ki Bain, est un puits à degrés situé à Delhi en Inde. Il se trouve dans le parc archéologique de Mehrauli (en),, non loin de Qûtb Minâr.
Il a été commandé en 1506 par Daulat Khan Lodi (en), un administrateur de la dynastie Lodi du Sultanat de Delhi,.

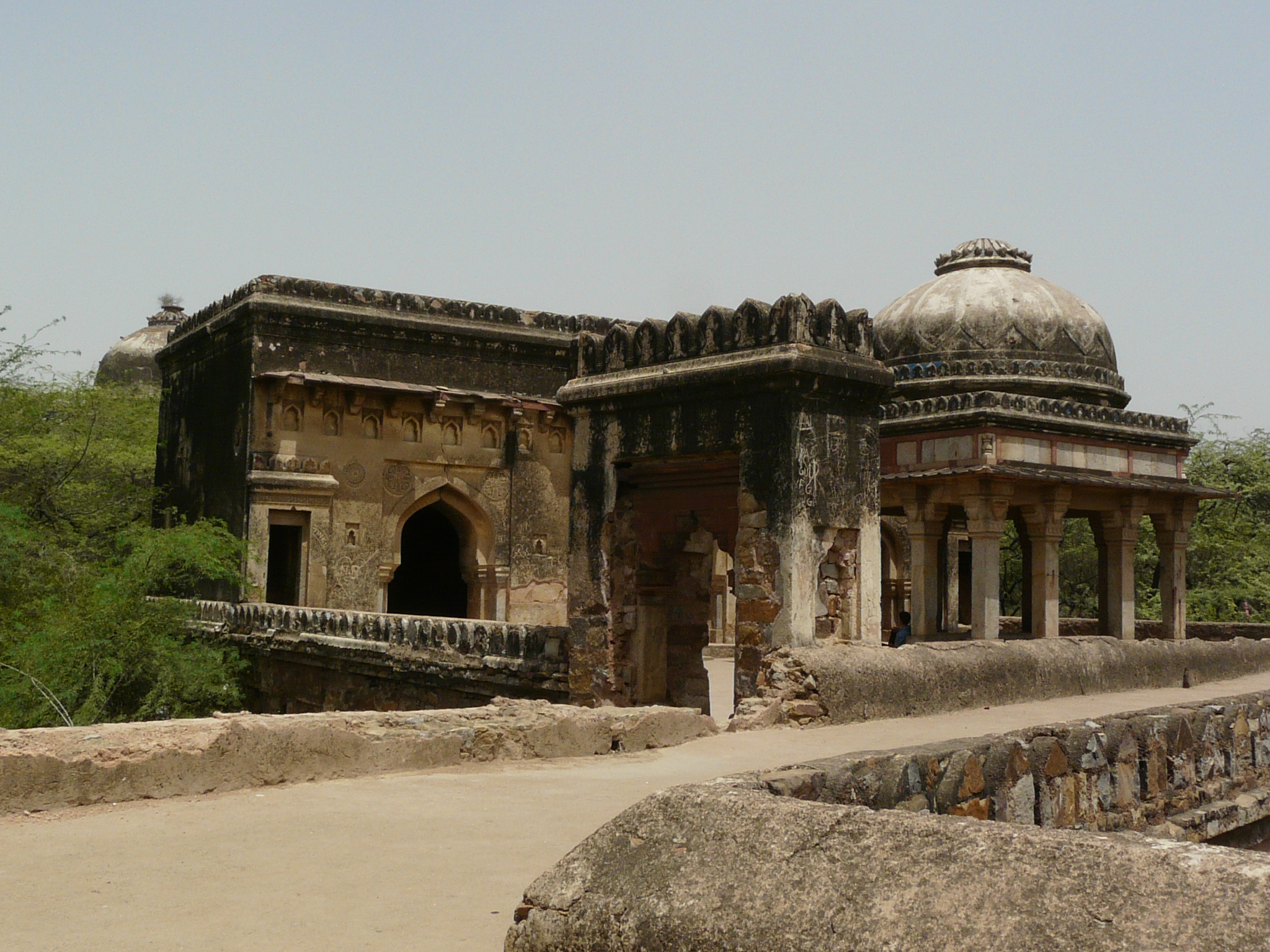
Tombe et mosquée associées au baoli.